# سرجیو مارکلی
سرجیو مارکلی (انگلیسی: Sergio Marclay؛ زادهٔ ۲۹ ژانویهٔ ۱۹۸۲) بازیکن فوتبال اهل آرژانتین است.